# P
P, p là chữ thứ 16 trong phần nhiều chữ cái dựa trên Latinh và là chữ thứ 20 trong bảng chữ cái tiếng Việt. Trong tiếng Việt, chữ P thường làm phụ âm /p/ đứng ở đuôi, hoặc ghép với chữ H để thành phụ cặp chữ Ph mang phụ âm /f/ ("phờ") như chữ F trong các ngôn ngữ khác. Chữ P không bao giờ đứng riêng để làm phụ âm đầu cho một âm tiết của từ thuần Việt hoặc từ Hán Việt. Những từ như "Pin", "Pa tê", "Pi", "Phan Si Păng", "Pác Bó" hay "Pằng" đều là từ ngoại lai, từ gốc tiếng dân tộc thiểu số và từ gợi âm thanh.
- Trong bảng mã ASCII dùng ở máy tính, chữ P hoa có giá trị 80 và chữ p thường có giá trị 111.
- Trong hệ đo lường quốc tế:
  - p được dùng cho tiền tố picô – hay 10−18.
  - P được dùng cho tiền tố pêta – hay 1015.
- Trong hóa sinh học, P là biểu tượng cho proline.
- Trong hóa học, P là ký hiệu cho nguyên tố phosphor (Z = 15), và là ký hiệu cho hạt proton.
- Trong vật lý hạt, p là ký hiệu cho proton.
- Trong tin học, <p> là một thẻ HTML để bắt đầu một đoạn văn mới.
- Trong toán học, chữ {\displaystyle \mathbb {P} } bảng đen đậm chỉ tới tập hợp các số nguyên tố.
- Trong môn cờ vua, P là ký hiệu để ghi quân Quân (Pawn).
- Theo mã số xe quốc tế, P được dùng cho Bồ Đào Nha (Portugal).
- P được gọi là Papa trong bảng chữ cái âm học NATO.
- Trong bảng chữ cái Hy Lạp, P tương đương với Π và p tương đương với π.
- Trong bảng chữ cái Cyrill, P tương đương với П và p tương đương với п.

| Bảng chữ cái Latinh                                                                         | Bảng chữ cái Latinh       | Bảng chữ cái Latinh       | Bảng chữ cái Latinh       | Bảng chữ cái Latinh       | Bảng chữ cái Latinh       | Bảng chữ cái Latinh       | Bảng chữ cái Latinh       | Bảng chữ cái Latinh       | Bảng chữ cái Latinh       | Bảng chữ cái Latinh       | Bảng chữ cái Latinh       | Bảng chữ cái Latinh       | Bảng chữ cái Latinh       | Bảng chữ cái Latinh       | Bảng chữ cái Latinh       | Bảng chữ cái Latinh       | Bảng chữ cái Latinh       | Bảng chữ cái Latinh       | Bảng chữ cái Latinh       | Bảng chữ cái Latinh       | Bảng chữ cái Latinh       | Bảng chữ cái Latinh       | Bảng chữ cái Latinh       | Bảng chữ cái Latinh       | Bảng chữ cái Latinh       | Bảng chữ cái Latinh       | Bảng chữ cái Latinh       | Bảng chữ cái Latinh       | Bảng chữ cái Latinh       | Bảng chữ cái Latinh       | Bảng chữ cái Latinh       | Bảng chữ cái Latinh       |
| Bảng chữ cái chữ Quốc ngữ                                                                   | Bảng chữ cái chữ Quốc ngữ | Bảng chữ cái chữ Quốc ngữ | Bảng chữ cái chữ Quốc ngữ | Bảng chữ cái chữ Quốc ngữ | Bảng chữ cái chữ Quốc ngữ | Bảng chữ cái chữ Quốc ngữ | Bảng chữ cái chữ Quốc ngữ | Bảng chữ cái chữ Quốc ngữ | Bảng chữ cái chữ Quốc ngữ | Bảng chữ cái chữ Quốc ngữ | Bảng chữ cái chữ Quốc ngữ | Bảng chữ cái chữ Quốc ngữ | Bảng chữ cái chữ Quốc ngữ | Bảng chữ cái chữ Quốc ngữ | Bảng chữ cái chữ Quốc ngữ | Bảng chữ cái chữ Quốc ngữ | Bảng chữ cái chữ Quốc ngữ | Bảng chữ cái chữ Quốc ngữ | Bảng chữ cái chữ Quốc ngữ | Bảng chữ cái chữ Quốc ngữ | Bảng chữ cái chữ Quốc ngữ | Bảng chữ cái chữ Quốc ngữ | Bảng chữ cái chữ Quốc ngữ | Bảng chữ cái chữ Quốc ngữ | Bảng chữ cái chữ Quốc ngữ | Bảng chữ cái chữ Quốc ngữ | Bảng chữ cái chữ Quốc ngữ | Bảng chữ cái chữ Quốc ngữ | Bảng chữ cái chữ Quốc ngữ | Bảng chữ cái chữ Quốc ngữ | Bảng chữ cái chữ Quốc ngữ | Bảng chữ cái chữ Quốc ngữ |
| ------------------------------------------------------------------------------------------- | ------------------------- | ------------------------- | ------------------------- | ------------------------- | ------------------------- | ------------------------- | ------------------------- | ------------------------- | ------------------------- | ------------------------- | ------------------------- | ------------------------- | ------------------------- | ------------------------- | ------------------------- | ------------------------- | ------------------------- | ------------------------- | ------------------------- | ------------------------- | ------------------------- | ------------------------- | ------------------------- | ------------------------- | ------------------------- | ------------------------- | ------------------------- | ------------------------- | ------------------------- | ------------------------- | ------------------------- | ------------------------- |
| Aa                                                                                          | Ăă                        | Ââ                        | Bb                        | Cc                        | Dd                        | Đđ                        | Ee                        | Êê                        |                           | Gg                        | Hh                        | Ii                        |                           | Kk                        | Ll                        | Mm                        | Nn                        | Oo                        | Ôô                        | Ơơ                        | Pp                        | Qq                        | Rr                        | Ss                        | Tt                        | Uu                        | Ưư                        | Vv                        |                           | Xx                        | Yy                        |                           |
| Bảng chữ cái Latinh cơ bản của ISO                                                          |                           |                           |                           |                           |                           |                           |                           |                           |                           |                           |                           |                           |                           |                           |                           |                           |                           |                           |                           |                           |                           |                           |                           |                           |                           |                           |                           |                           |                           |                           |                           |                           |
| Aa                                                                                          |                           |                           | Bb                        | Cc                        | Dd                        |                           | Ee                        |                           | Ff                        | Gg                        | Hh                        | Ii                        | Jj                        | Kk                        | Ll                        | Mm                        | Nn                        | Oo                        |                           |                           | Pp                        | Qq                        | Rr                        | Ss                        | Tt                        | Uu                        |                           | Vv                        | Ww                        | Xx                        | Yy                        | Zz                        |
| Chữ P với các dấu phụ                                                                       |                           |                           |                           |                           |                           |                           |                           |                           |                           |                           |                           |                           |                           |                           |                           |                           |                           |                           |                           |                           |                           |                           |                           |                           |                           |                           |                           |                           |                           |                           |                           |                           |
| Ṕṕ                                                                                          | Ṗṗ                        | Ᵽᵽ                        | Ƥƥ                        | P̃p̃                        | ᵱ                         | ᶈ                         |                           |                           |                           |                           |                           |                           |                           |                           |                           |                           |                           |                           |                           |                           |                           |                           |                           |                           |                           |                           |                           |                           |                           |                           |                           |                           |
| Ghép hai chữ cái                                                                            |                           |                           |                           |                           |                           |                           |                           |                           |                           |                           |                           |                           |                           |                           |                           |                           |                           |                           |                           |                           |                           |                           |                           |                           |                           |                           |                           |                           |                           |                           |                           |                           |
| Pa                                                                                          | Pă                        | Pâ                        | Pb                        | Pc                        | Pd                        | Pđ                        | Pe                        | Pê                        | Pf                        | Pg                        | Ph                        | Pi                        | Pj                        | Pk                        | Pl                        | Pm                        | Pn                        | Po                        | Pô                        | Pơ                        | Pp                        | Pq                        | Pr                        | Ps                        | Pt                        | Pu                        | Pư                        | Pv                        | Pw                        | Px                        | Py                        | Pz                        |
| PA                                                                                          | PĂ                        | PÂ                        | PB                        | PC                        | PD                        | PĐ                        | PE                        | PÊ                        | PF                        | PG                        | PH                        | PI                        | PJ                        | PK                        | PL                        | PM                        | PN                        | PO                        | PÔ                        | PƠ                        | PP                        | PQ                        | PR                        | PS                        | PT                        | PU                        | PƯ                        | PV                        | PW                        | PX                        | PY                        | PZ                        |
| aP                                                                                          | ăP                        | âP                        | bP                        | cP                        | dP                        | đP                        | eP                        | êP                        | fP                        | gP                        | hP                        | iP                        | jP                        | kP                        | lP                        | mP                        | nP                        | oP                        | ôP                        | ơP                        | pP                        | qP                        | rP                        | sP                        | tP                        | uP                        | ưP                        | vP                        | wP                        | xP                        | yP                        | zP                        |
| AP                                                                                          | ĂP                        | ÂP                        | BP                        | CP                        | DP                        | ĐP                        | EP                        | ÊP                        | FP                        | GP                        | HP                        | IP                        | JP                        | KP                        | LP                        | MP                        | NP                        | OP                        | ÔP                        | ƠP                        | PP                        | QP                        | RP                        | SP                        | TP                        | UP                        | ƯP                        | VP                        | WP                        | XP                        | YP                        | ZP                        |
| Ghép chữ P với số hoặc số với chữ P                                                         |                           |                           |                           |                           |                           |                           |                           |                           |                           |                           |                           |                           |                           |                           |                           |                           |                           |                           |                           |                           |                           |                           |                           |                           |                           |                           |                           |                           |                           |                           |                           |                           |
|                                                                                             |                           |                           |                           | P0                        | P1                        | P2                        | P3                        | P4                        | P5                        | P6                        | P7                        | P8                        | P9                        |                           |                           |                           |                           |                           | 0P                        | 1P                        | 2P                        | 3P                        | 4P                        | 5P                        | 6P                        | 7P                        | 8P                        | 9P                        |                           |                           |                           |                           |
| Xem thêm                                                                                    |                           |                           |                           |                           |                           |                           |                           |                           |                           |                           |                           |                           |                           |                           |                           |                           |                           |                           |                           |                           |                           |                           |                           |                           |                           |                           |                           |                           |                           |                           |                           |                           |
| Biến thể Chữ số Cổ tự học Danh sách các chữ cái Dấu câu Dấu phụ ISO/IEC 646 Lịch sử Unicode |                           |                           |                           |                           |                           |                           |                           |                           |                           |                           |                           |                           |                           |                           |                           |                           |                           |                           |                           |                           |                           |                           |                           |                           |                           |                           |                           |                           |                           |                           |                           |                           |